# Hot Chocolat van de Kwaplas de la Gesse
Hot Chocolat van de Kwaplas de la Gesse (né le 3 avril 2007) est un cheval hongre du stud-book BWP, de robe bai foncé, monté en dressage par la cavalière française Isabelle Pinto, avec qui il a été sélectionné aux Jeux olympiques de Tokyo en 2021, sans pouvoir y participer en raison d'un problème vétérinaire. 

## Histoire
Hot Chocolat naît le 3 avril 2007, à l'élevage de Trui et Hugo Kerkhove Vlieghe, en Belgique. 
Il est monté par Isabelle Pinto, et appartient pour 55 % à Carlos Pinto et pour 45 % au Haras de la Gesse.
En mai 2021, Hot Chocolat et Isabelle Pinto sont le meilleur couple cavalier-cheval français lors du CDIO5* de Compiègne.

### Participation aux Jeux olympiques de Tokyo 2020
Le couple est sélectionné comme réserviste en équipe de France, pour participer aux Jeux olympiques d'été de 2020 à Tokyo. Hot Chocolat est cependant retenu à la visite vétérinaire, en raison d'une petite gêne apparue le jour même,. Il est ensuite retiré de la compétition en vue d'examens supplémentaires.

## Description
Hot Chocolat est un hongre de robe bai foncé, inscrit au stud-book du  BWP. Il mesure 1,70 m.

## Palmarès
Il atteint un indice de dressage (IDR) de 159 en 2019.

## Origines
C'est un fils de l'étalon Oldenbourg Sir Donnerhall I,. Sa mère Antraciet van de Kwaplas est une fille de l'étalon KWPN Ferro.